# Greg Sestero
Gregory Allen Sestero (ur. 15 lipca 1978 w Walnut Creek w stanie Kalifornia) – amerykański aktor, producent, model i autor francuskiego i angielskiego pochodzenia, najlepiej znany jako Mark z niezależnego dramatu w reżyserii Tommy’ego Wiseau The Room (2003). Brał udział w kampanii reklamowej Tommy’ego Hilfigera. Uczył się aktorstwa w American Conservatory Theatre w San Francisco.

## Filmografia

### Filmy fabularne
- 1997: Gattaca – szok przyszłości jako obywatel Gattaca
- 1998: Patch Adams jako Jaime, brat Corinne Fisher
- 1999: Wspomnienia władcy lalek (Retro Puppet Master) jako młody Toulon
- 1999: Ed TV jako Roach
- 2003: The Room jako Mark
- 2006: Przyjęty (Accepted) jako Frat Guy
- 2009: Studnia i wahadło (The Pit and the Pendulum) jako były przyjaciel Alicii
- 2015: Dude Bro Party Massacre III jako Derek

### Seriale TV
- 1994: Nash Bridges jako Joel, świadek morderstwa
- 2000: Dni naszego życia (Days of Our Lives) jako Jules
- 2006: Fashion House: Kobiety na krawędzi jako model